# Alto Pirineo y Arán

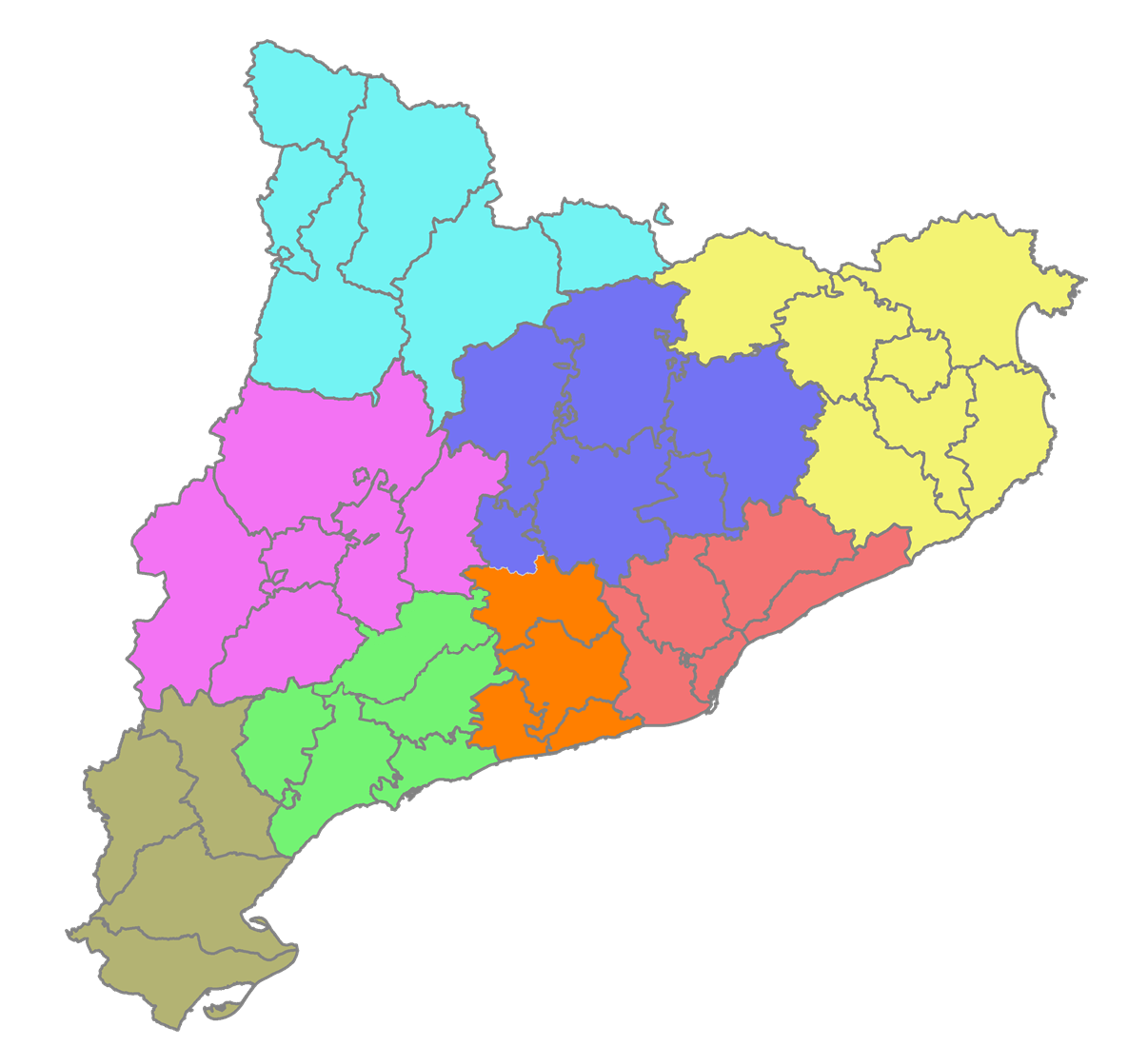
Ámbitos funcionales territoriales de Cataluña:
Ámbito metropolitano de Barcelona
Comarcas gerundenses
Campo de Tarragona
Tierras del Ebro
Poniente
Panadés
Comarcas centrales
Alto Pirineo y Arán

Alto Pirineo y Arán (en catalán y oficialmente Alt Pirineu i Aran) es uno de los ocho ámbitos funcionales territoriales definidos en el Plan territorial general de Cataluña, que posiblemente se constituya como veguería.
Se encuentra situado en el noroeste de Cataluña, concretamente en los Pirineos, incluye las comarcas de alta montaña desde el límite con Aragón hasta la Cerdaña: Alta Ribagorza, Alto Urgel, Baja Cerdaña, Pallars Jussá, Pallars Sobirá y el Valle de Arán. Por población es el ámbito con menos población, 76 543 habitantes en 2024 que contrasta con los 5 066 684 del Ámbito metropolitano de Barcelona. En el informe Roca fue propuesta como una subveguería de la veguería de Poniente, con el nombre de Alto Pirineo y Valle de Arán.
Por sus características diferenciales, en el ámbito conviven dos leyes importantes para el territorio. Una que afecta a todas las comarcas, la Ley 2/1983, del 9 de marzo, de alta montaña, anterior al Plan territorial y que define estas comarcas como "comarcas de montaña". Reconociendo la especificidad de las áreas de montaña para desarrollar las competencias de la Generalidad de Cataluña en materia de tratamiento especial de estas áreas. Otra ley es la que afecta el Valle de Arán, Ley 16/1990, del 13 de julio (DOGC 1326, del 3 de agosto), que define el régimen especial de Arán y que permitió la constitución del gobierno autónomo del valle, el Consejo General de Arán.

## Situación
La situación del Alto Pirineo y Arán es bastante estratégica. Al oeste limita con Aragón y por el norte con Francia y Andorra. El peso de Andorra en la región es muy importante a tener en cuenta. Con una superficie del 8% en comparación con el Alto Pirineo y Arán, Andorra tiene una población similar a la del ámbito entero, e incluso más. Además el pequeño estado dispone del doble de lugares de trabajo que toda la veguería, en cifras 44 058 lugares de trabajos que contrastan con los 24 348. Aprovechando esto, el gobierno de la Generalidad, quiere crear estrategias pirenaicas conjuntas, sobre todo estructurales y de equipamientos, porque estas sean más favorables y poder superar la masa crítica suficiente para hacerlos posibles y viables.
El Valle de Arán se abre de manera natural y fácil hacia Francia, siguiendo el curso del río Garona. La Baja Cerdaña se extiende suavemente sin obstáculos hacia la Alta Cerdaña. El Alto Urgel es la puerta del estado de Andorra y no escapa a nadie que buena parte de importancia de la ciudad de Seo de Urgel dentro del ámbito del Alt Pirineu i Aran se debe a su proximidad con este importante polo demográfico y de actividad que es Andorra. La Alta Ribagorza se abre de manera natural hacia al sur, siguiendo el curso de la Noguera Ribagorzana hacia Aragón y, de manera un poco más acintada, siguiendo el eje pirenaico, en dirección a poniente, hacia el valle del Ésera.
Dentro de Cataluña, limita al sur con la veguería de Poniente, al sureste con Cataluña Central y al este con las comarcas gerundenses.

## Demografía

Poblaciones por porcentaje respecto a la población total.

Como ya se ha dicho el Alto Pirineo y Arán es la veguería con menos población de Cataluña, exactamente 76 543 habitantes en 2024. Supone menos del 1 % de la población total catalana en una extensa área que representa el 18 % del territorio. La mayoría de población se concentra en algunos núcleos polarizados y la mayoría de poblaciones son núcleos pequeños. Hay un total de 596 núcleos de población repartidos en 77 municipios. Sólo 83 (el 14%) superan los 100 habitantes censados y de estos, sólo 19 superan los 500 habitantes.
Cinco municipios concentran cerca del 50 % de la población del ámbito y los dos primeros concentran casi el 30 %. Seo de Urgel (16,7 %), Puigcerdà (13,1 %), Tremp (7,9 %), Viella y Medio Arán (7,6 %) y Puebla de Segur (4,0 %). Después se encuentran los municipios de Pont de Suert (3,2 %), Bellver de Cerdaña (3 %), Sort (2,9 %), Alto Arán (2, 5%) y Oliana (2,4 %).
| Comarcas       | Población |
| -------------- | --------- |
| Alta Ribagorza | 4040      |
| Alto Urgel     | 21 128    |
| Cerdaña        | 20 115    |
| Pallars Jussá  | 13 383    |
| Pallars Sobirá | 7332      |
| Valle de Arán  | 10 545    |

### Evolución demográfica
La época en que los Pirineos tuvieron más población fue durante la Edad Media, y desde mediados del siglo XIX hasta a finales del siglo XX el éxodo demográfico hacia las grandes ciudades fue muy importante. En 1860 el territorio tenía más de 100 000 habitantes y actualmente 76 000. Hoy, la mayoría de las comarcas tienen menos población, excepto Baja Cerdaña y el Valle de Arán.
Las áreas que han crecido son las alpinas y/o turísticas como el Valle de Arán, el Valle de Boí, Pallars Sobirá, Urgellet, los valles del Cadí y la Cerdaña, mientras que la zona que corresponde al Prepirineo continúa perdiendo población.

## Geografía

Espacios de interés natural del Alto Pirineo y Arán.
Aigüestortes y Lago de San Mauricio
Alto Pirineo (al norte)
Cadí-Moixeró (al este)

El ámbito está condicionado bastante por su orografía caracterizada por la alta montaña y esto condiciona la comunicación dentro del ámbito, la estructura de los sistemas urbanos, las estrategias de equipamientos y la cohesión política. Hay cuatro ejes principales, vertebrados por cursos fluviales:
- Valle de Arán, eje del Garona.
- Alta Ribagorza, eje del Noguera Ribagorzana.
- Pallars Sobirá y Pallars Jussá, eje de la Noguera Pallaresa.
- Alto Urgel y Cerdaña, eje del Segre.

La pendiente en el terreno es predominante, solo el 17 % del terreno es llano, es decir escaso y, por tanto, con un alto valor a preservar. Las superficies llanas de cierta importancia por su magnitud son: los llanos de las cuencas del Pallars Jussá, el llano de Cerdaña y el Urgellet (e.g. el llano de Seo); de menor tamaño son la plana de Oliana y de Esterri de Aneu. El resto de llanos se encuentra en el fondo de valles estrechos.

### Espacios naturales protegidos
En el Alto Pirineo y Arán hay una tercera parte de los espacios naturales protegidos de Cataluña. Se puede encontrar un parque nacional y dos parques naturales:
- Parque nacional de Aigüestortes y Lago de San Mauricio
- Parque natural del Alto Pirineo
- Parque natural del Cadí-Moixeró

### Clima
El clima es predominante de montaña, con características generales de rigor y valores extremos aunque hay varias variaciones en el ámbito. Se puede distinguir cuatro zonas: una claramente de clima alpino y subalpino, una de clima atlántico, y dos de mediterráneo de alta montaña y de montaña mediana y baja.
El clima alpino y subalpino se encuentra en las tierras superiores a los 1500 metros de altitud con características con lluvia elevada, temperatura mediana anual baja, veranos frescos e inviernos rigurosos. El clima atlántico es el característico del Valle de Arán y es de clima lluvioso, fresco y de limitada amplitud térmica por eso hay una persistente humedad y verdor de prados y bosques con bastanes hayas. Después hay una zona donde los veranos son calientes e inviernos suaves con una gran oscilación térmica anual, es decir el clima mediterráneo de montaña o submediterráneo. No llueve tanto como en otras zonas, un número de días de lluvia inferior y la presencia de algunos meses secos, pero que por la altitud es más húmedo que el clima mediterráneo y caracterizada por veranos todavía más lluviosos. Y la zona de clima mediterráneo de montaña mediana y baja, las cuencas del Pallars Jussá y las vertientes del Montsec, principalmente caracterizada por ser más seco que el mediterráneo de alta montaña y menos lluvioso.